# Letná
Letná je čtvrť a kopec nad zákrutem Vltavy severně od centra Prahy a též zkrácené označení nezastavěné části jeho vyvýšené plošiny, která se nazývá Letenská pláň. Letná leží v jihozápadní části současné Prahy 7, na rozhraní katastrálních území Bubeneč a Holešovice (původně Bubny), a obvykle se k ní kromě parkové části Letenských sadů počítá i velkoměstská zástavba na holešovickém (bubenském) úbočí kopce a na severní straně pláně až ke Stromovce (okolo Letenského náměstí a ulic Milady Horákové a Veletržní).
Letná bývá vyjmenovávána mezi 9 původními pražskými kopci. Území lze zhruba vymezit Vltavou na jihu, Badeniho ulicí na západě, Stromovkou na severu a Bubenskou ulicí s Bubenským nádražím na východě.

## Historie

### Před osídlením
Původně se nazývala Leteň nebo Letná pole, název mohl znamenat dobře sluněné místo; podle jiného názoru mohl název vyjadřovat odlesněné místo s rozhledem na pražskou kotlinu. Svůj význam získala už ve středověku, kdy se tu v roce 1420 nacházel vojenský tábor Zikmunda Lucemburského, později též tábory habsburské, francouzské, pruské, švédské atd. Strategický význam pláně při každém obléhání Prahy tak bránil rozvoji nějakého stabilnějšího osídlení; existuje hypotéza, že název vsi Letňany pochází od migrantů z Letné. Tento strategický význam se dochoval až do druhé poloviny 20. století – v srpnu 1968 na Letenské pláni běžně přistávaly vojenské vrtulníky sovětské invazní armády.
V oblasti byly zejména vinice a zahrady, stavba jednoho z dávných viničných lisů (Weinpress) byla udržována i v moderní době, ale do dnešní doby se z ní dochovalo jen sklepení.
V roce 1088 král Vratislav II. území Letné spolu s Bubny věnoval zakládací listinou Vyšehradské kapitule.
První přímá zmínka o Letné pochází z roku 1261, kdy zde Přemysl Otakar II. pořádal korunovační hostinu. Dodnes se jedna z hlavních ulic v bubenečské části Letné jmenuje Korunovační.
V letech 1584–1593 byl vrch na příkaz císaře Rudolfa II. prokopán od Vltavy v místech těsně západně od dnešního Štefánikova mostu Rudolfovou štolou, která byla určena k zásobování rybníka v Královské oboře čerstvou vodou. Štola vede pod ulicemi Nad štolou a Čechova a celá stavba se víceméně dochovala dodnes, včetně domků na obou koncích štoly.
Stráň byla od Prahy velmi špatně dostupná, teprve ve 20. letech 17. století nechal Albrecht z Valdštejna prokopat letenským hřbetem strmou cestu, tzv. myší díru, v místech dnešní ulice Pod Bruskou.
Původní letohrádek Belvedere na Letné, který postavil hrabě Fr. Valdštejn v roce 1715, vyhodili do povětří Francouzi roku 1742. Pražané pak podle něj pojmenovali nejméně pět dalších staveb, mezi nimi Letohrádek královny Anny, dva hotely a jednu kavárnu.
Do roku 1860 měl na Letné vinici baron Jakub Wimmer, od roku 1860 byla stráň a pláň přeměňována na park podle francouzských vzorů.

### Osídlení, modernizace, doprava

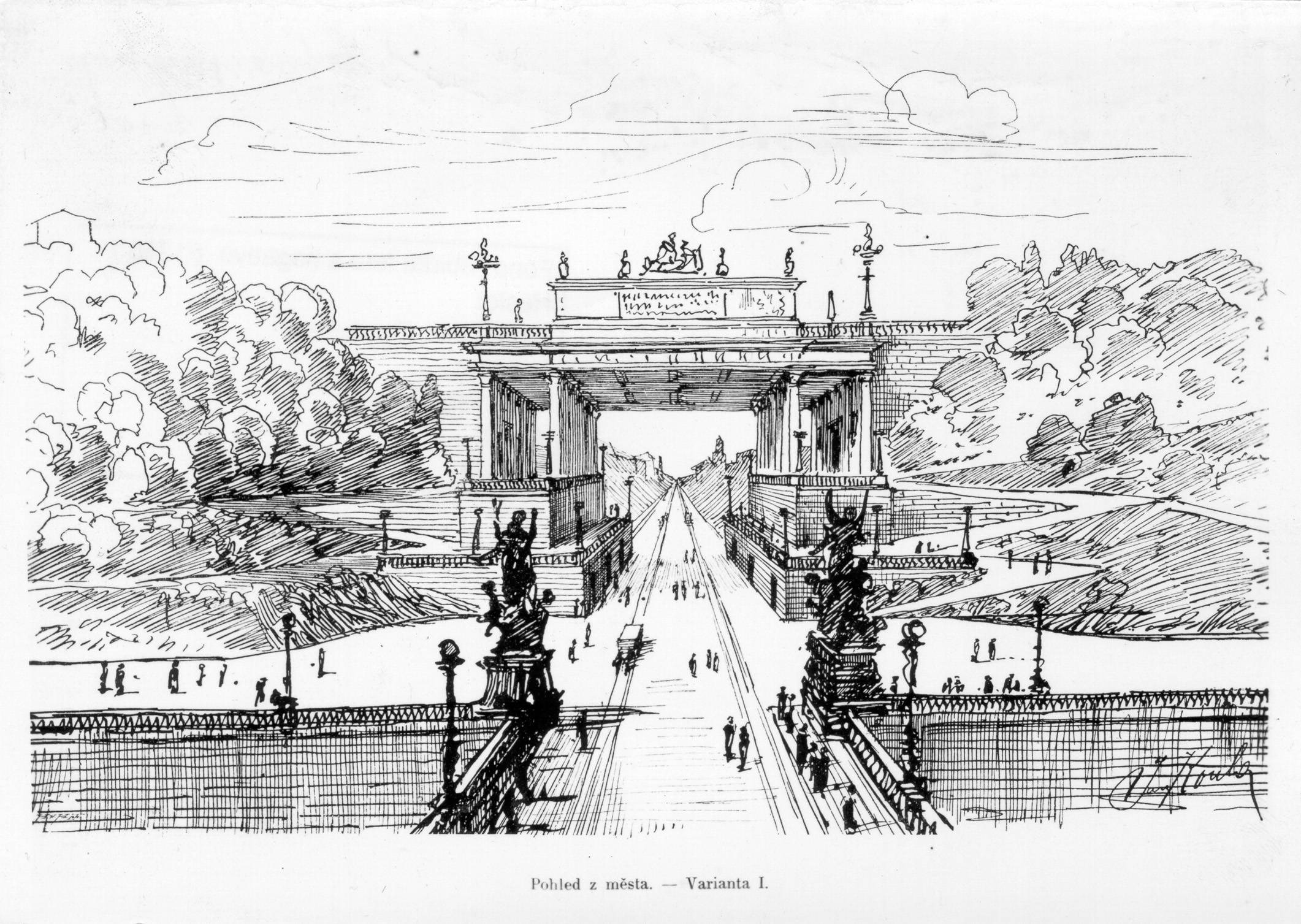
Návrh na průkop Letné v ose Čechova mostu od architekta Jana Kouly z přelomu 19. a 20. století

Roku 1830 v těsné blízkosti Letné byla ukončena Lánská koněspřežka, historicky druhá železnice v zemi, roku 1831 Chotkova silnice propojila Letnou s Malou Stranou.
Teprve koncem 19. století začala být Letná soustavněji osidlována, a to zejména od východu, od Holešovic, a od severu, od Bubenče. Výstavba pokračovala v meziválečném období v první polovině 20. století.
V roce 1884 byla po jihozápadním úpatí zavedena linka pražské koňky, od 8. září 1898 elektrifikovaná.
V roce 1891 se nedaleko konala Jubilejní výstava, v jejímž rámci kromě samotného Bubenečského výstaviště u severního úpatí vznikla na jižním úbočí první pražská lanová dráha, navazující na linku koňky (lanovka jezdila do roku 1916 a v letech 1926–1935 v její trase jezdily pohyblivé schody). V rámci výstavy roku 1891 byla také postavena severojižním směrem přes pláň a Oveneckou ulicí první česká elektrická dráha, roku 1893 na severním konci prodloužená západním směrem k Místodržitelskému letohrádku, roku 1900 byl provoz elektrické dráhy zastaven. 2. července 1900 vznikla tramvajová trať kolem Vltavy pod Letnou, z Malé Strany do Holešovic. Od 21. listopadu 1908 jezdí tramvaj přes Letenskou pláň, od 30. ledna 1910 jezdila tramvaj Chotkovou silnicí a od 31. května 1912 Badeniho ulicí.
Už od konce 19. století vznikaly projekty reprezentativních vládních a veřejných budov na Letenské pláni. Bylo však potřeba vyřešit dopravní spojení Letné s historickým jádrem Prahy, se Staroměstským náměstím. Letenský svah navazoval na asanační oblast Starého Města a Josefova. Architekt a stavitel Jan Zeyer navrhl Městské radě roku 1893 že se svými společníky zrealizuje širokou asanační třídu směrem k řece (dříve Mikulášská třída, dnes je to Pařížská třída), v jejím pokračování nový most a dále silnici na Letenskou pláň (vyhlídkovou serpentinou). Součástí návrhu bylo zřízení elektrické dráhy v nové ulici, přes most a dále až ke Stromovce. Městská rada nepřijala Zeyerovy požadavky a jeho plán nebyl rozpracován.

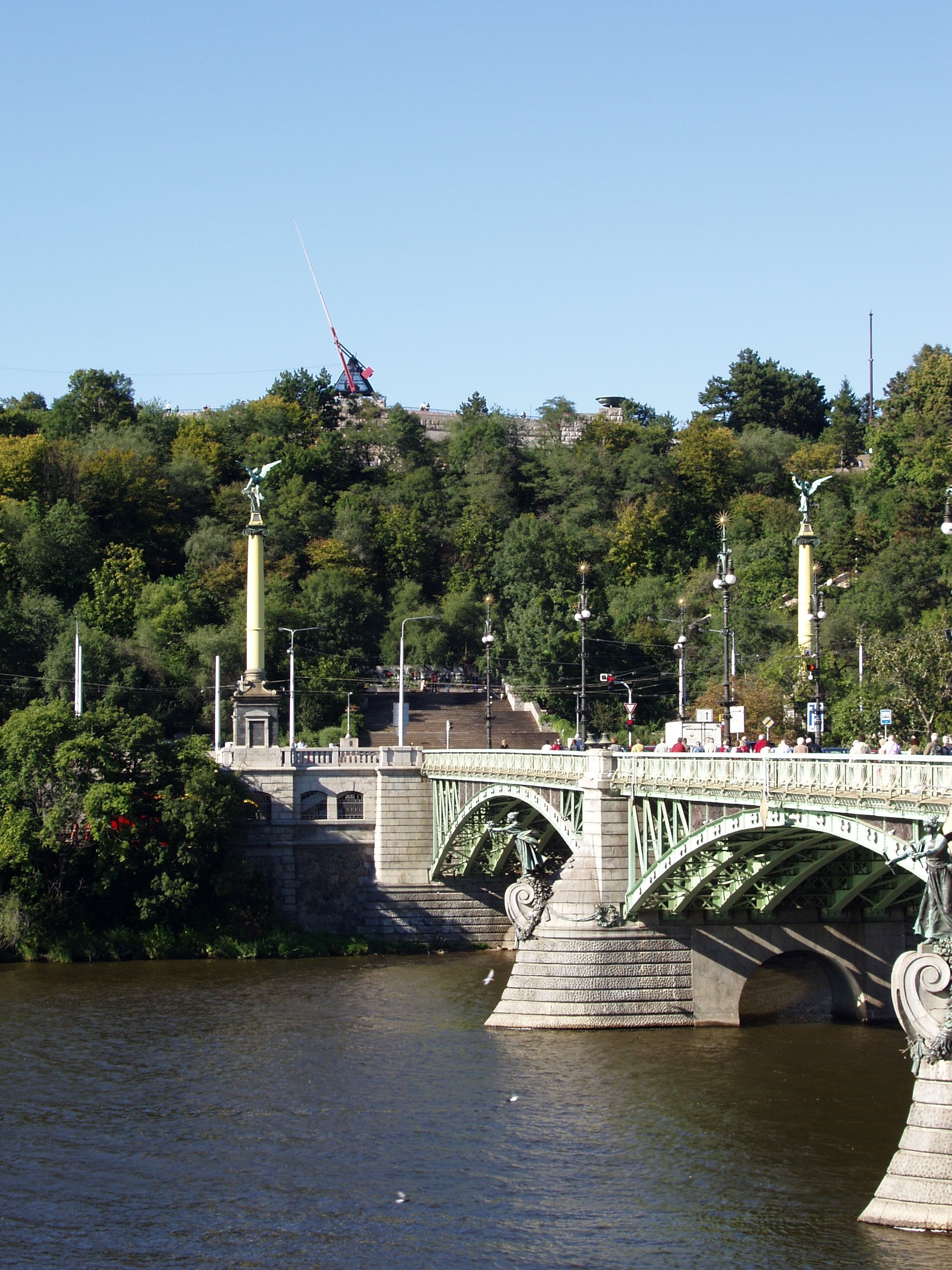
Čechův most u Letné

Nový most v prodloužení později postavené asanační třídy byl vybudován v letech 1905–1908 (dnes je to Čechův most). Návrhy na dopravní spojení s Letnou se lišily v provedení průkopu do letenského svahu: zářez do svahu, prokopání svahu až k jeho rozpůlení anebo vybudování tunelu do svahu (např. projekt Jana Kouly z roku 1897, projekty Bohumila Hypšmana, Antonína Engela, Pavla Janáka, Jana Šachla a Vlastislava Hofmana z roku 1909, Antonína Balšánka z roku 1918, Aloise Dryáka, Bedřicha Bendelmayera, projekty Josefa Štěpánka a Bohuslava Fuchse z roku 1924 a projekty Jana Zázvorky a Ferdinanda Fencla z roku 1928).
Po připojení předměstí k Praze, Staroměstské náměstí nebylo jíž jediným centrem vnitřní Prahy. Státní regulační komise roku 1924 vytyčila okružní komunikaci od mostu Legií přes Národní třídu, ulici Na Příkopě a Revoluční třídu až k mostu Štefánikovu, kde se napojovaly rampy na Letnou, cesty po pláni vedly k Mariánským hradbám a na Pražský Hrad. Rampy měly vést po povrchu letenské stráně a stát se součástí dopravního okruhu, avšak nebyly postaveny.
Dopravní spojení s Letenskou plání se uskutečnilo v roce 1953, kdy byl vybudován letenský tunel navazující na Štefánikův most.
Jednosměrná trojkolejná tramvajová smyčka Špejchar na místě dřívějších studentských kolejí byla zprovozněna současně s novou linkou metra A 13. srpna 1978 pod vlivem koncepce, v níž tramvaje měly hrát zejména roli napáječů na metro, k pravidelné dopravě sloužila jen do roku 1991. Do léta 2005 zde denně stávala operativní záložní tramvaj z vozovny Vokovice. 17. února 1982 se stala u vjezdu do smyčky vážná dopravní nehoda, kdy v důsledku převrácení tramvaje typu T1, která najela plnou rychlostí na chybně přestavenou výhybku, zemřelo 7 cestujících, 12 jich bylo těžce zraněno.

## Shromáždění, sport, zábava

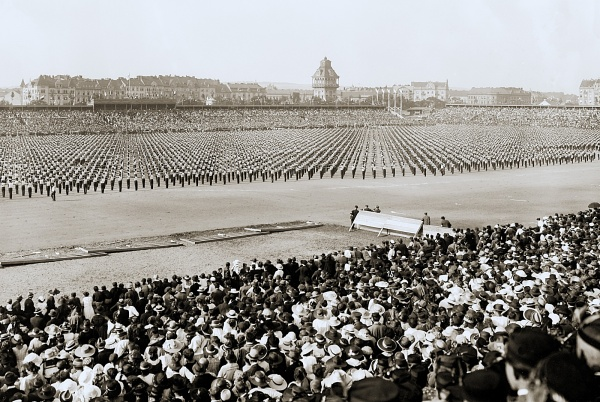
Všesokolský slet v roce 1920 – v pozadí letenská vodárna

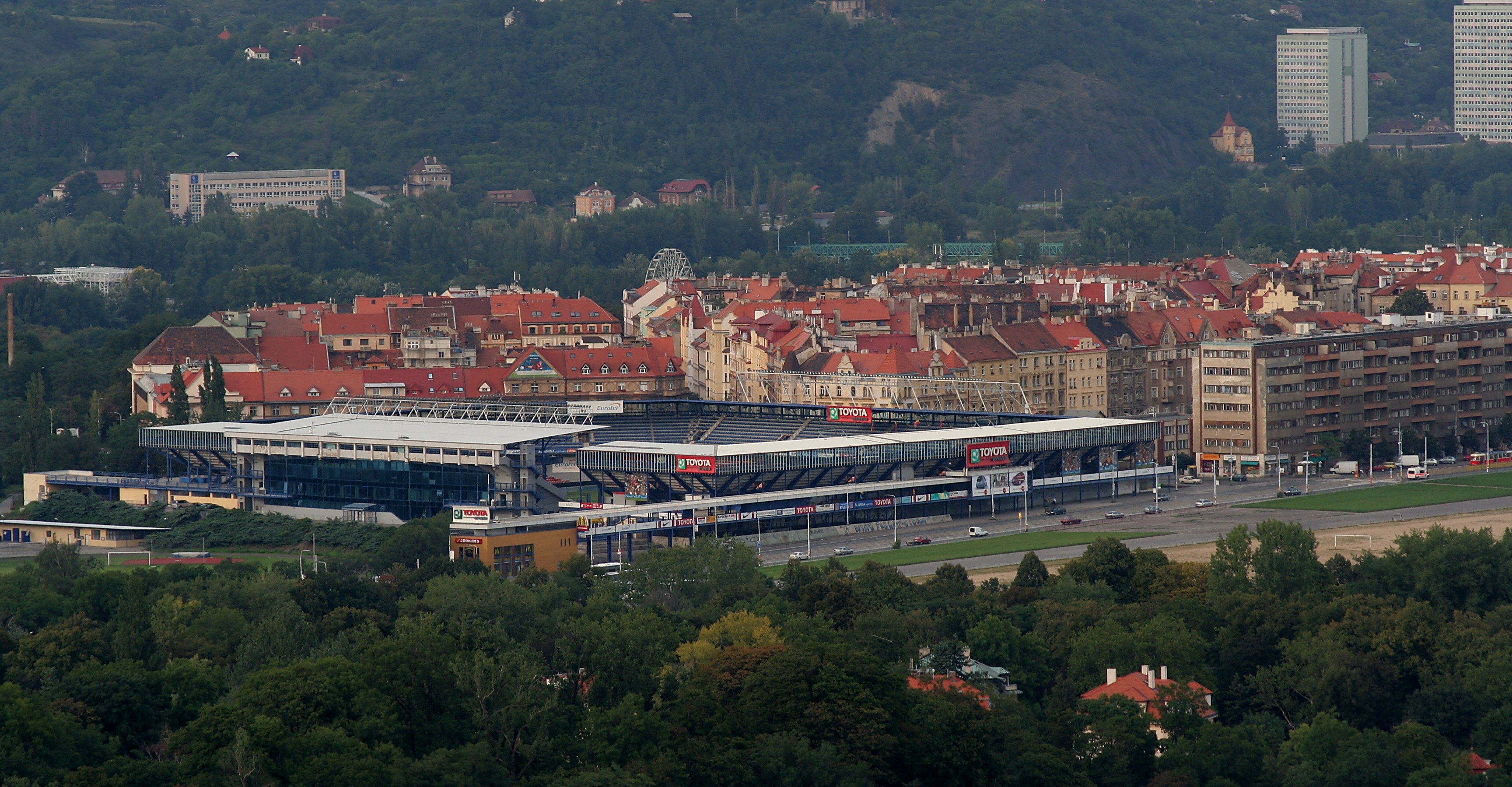
Okolí stadionu Sparty

Postupem času se z nezastavěné plochy Letenské pláně stalo důležité shromažďovací, zábavní a rekreační místo celé Prahy; již koncem 19. století a zejména pak ve 20. století se zde nacházela některá významná sportoviště, například také první pražská dostihová dráha, nejdelší klopená cyklistická dráha v Praze, býval zde i dřevěný fotbalový stadion Slavie Praha a sletiště pro Všesokolské slety (II. až IV.), které se tam konaly víceméně pravidelně v šestiletých intervalech od roku 1891, přičemž druhý probíhal převážně na Výstavišti v Královské oboře u příležitosti Jubilejní výstavy. Třetí spojený s Českoslovanskou národopisnou výstavou v roce 1895 se již odehrával na novém sokolském sletišti na Letné. K jubilejnímu IV. sletu všesokolskému v roce 1901, konanému na sletišti Letná od 28. června do 1. července, byla vydána rozsáhlá série kolorovaných pohlednic, zachycující pohledy z Letné na Pražský hrad. V roce 1907 se zde konal velký V. Všesokolský slet, k němuž byla i nově otevřena velká místní Sokolovna již s ročním předstihem a v roce 1912 poslední předválečný šestý Všesokolský slet, kdy na ploše při jen jednom cvičení mužů předvedlo své umění v neděli 30. června současně téměř 12 tisíc Sokolů. Dobové panoramatické fotografie ukazují jejich vyrovnané řady, přítomnost nářadí pro rozcvičování v prostoru mezi cvičištěm a tribunami, a odhadem asi 50 tisíc diváků na zcela zaplněných tribunách (ze strany fotografa bylo dalších 50 tisíc, dámy vždy v slušivých širokých převážně bílých kloboucích, snímky byly ve formátu A3 reprodukovány jako příloha kalendáře na rok 1913). Tento Slet byl také natáčen firmou „Kinofa“ a jako téměř hodinový film byl promítán v kinech.
Na poválečný VII. všesokolský slet (1920) dojížděl již na koni Hektorovi denně prezident Masaryk. Tribuny byly rozšířeny až k letenské vodárně pro 150 000 diváků. Sokolská vystoupení sledoval T.G. Masaryk se svou ženou paní Charlottou ze zvláštní kryté tribuny. Zájem diváků o slet v nové republice, podpořený panem prezidentem, se stal do té doby nevídaným. Bylo jasné, že pro další slety Letenská kapacita nepostačuje, a proto byl pro výstavbu nového sletiště vyhledán Strahov (1926).
Kromě toho se zde konaly vojenské přehlídky, manifestace, zejména od roku 1977 každoroční prvomájové průvody, ale i protestní demonstrace. V mrazivé sobotě a neděli 25. i 26. listopadu 1989 se zde shromáždilo téměř 800 000 lidí a tyto dny se staly zlomovými v sametové revoluci, protože jako první z masových shromáždění toho týdne byly celé přenášeny přímým přenosem Československé televize. Před zcela zaplněnou plání v sobotu 21. dubna 1990 zde sloužil koncelebrovanou mši papež Jan Pavel II. při své první návštěvě Československa (jako „Svatý otec“, v roce 1974 se jako arcibiskup kardinál Karol Wojtyla účastnil v Litoměřicích pohřbu Štěpána Kardinála Trochty, bojovníka proti fašizmu i komunizmu).
Místo také občas slouží též coby stanoviště pro pořádání cirkusových představení. Pořádají se zde také přehlídky modelářské činnosti, dětské drakiády a jiné podobné společenské akce náročné na volný prostor. Velká plocha Letenské pláně ostatně dodnes láká mnohé amatérské sportovce ke sportovním hrám všeho druhu (fotbal, lakros, vybíjená, tenis, badminton apod.).
Dnes je Letenská pláň vnímána spíše jako rekreační oblast, přehlídky či demonstrace se zde konají již velmi zřídka, avšak ku příkladu 23. 6. 2019 a 16. 11. 2019 na letenské pláni demonstrovalo okolo 250 000 lidí při demonstracích pořádaných spolkem Milion chvilek pro demokracii, namířených především proti premiérovi Andreji Babišovi.

## Významné objekty

### Uliční síť

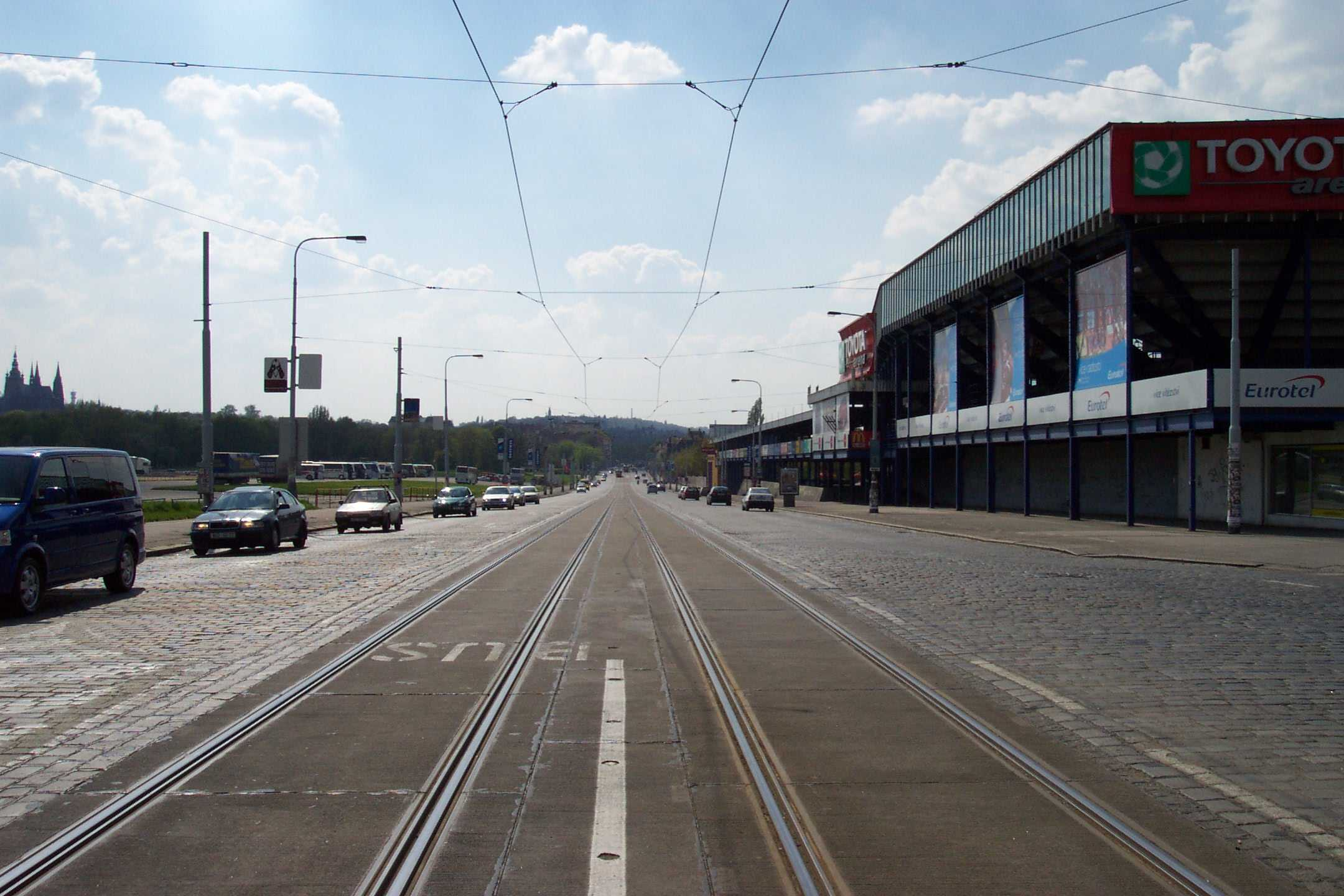
Ulice Milady Horákové, hlavní dopravní tepna Letné

Páteř letenské komunikační sítě tvoří ve východozápadním směru ulice Milady Horákové, která se na Letenském náměstí štěpí do dvou směrů: rovně s malou odchylkou linie doleva vede Veletržní ulice s provozem automobilů, mírně doprava pokračuje s tramvajovou tratí ulice Milady Horákové; ta končí na Strossmayerově náměstí proti novogotickému kostelu sv. Antonína postavenému okolo r. 1900, kde ji příčně křižuje ulice Dukelských hrdinů. Od Veletržní se pak o něco dále v podobném úhlu odděluje doleva Strojnická ulice s jednosměrným provozem od Pražského výstaviště. Na Letenské náměstí z jihu vyúsťuje Letenský tunel, na protější straně křižovatky je hlavním tahem Korunovační ulice, která míří severozápadním směrem do nitra Bubenče. Jihovýchodní strání k budovám Národního technického muzea stoupá Kostelní ulice. Na východě letenský kopec ohraničuje severojižním směrem ulice Dukelských hrdinů, vedoucí z nábřeží kapitána Jaroše k Pražskému výstavišti, na západě vede severojižním směrem z pláně do údolí Badeniho ulice a na ni navazující ulice Chotkova a pro pěší strmá ulice Pod Bruskou, lidově zvaná Myší díra.

### Zástavba ve východní a severní části a Letenská pláň

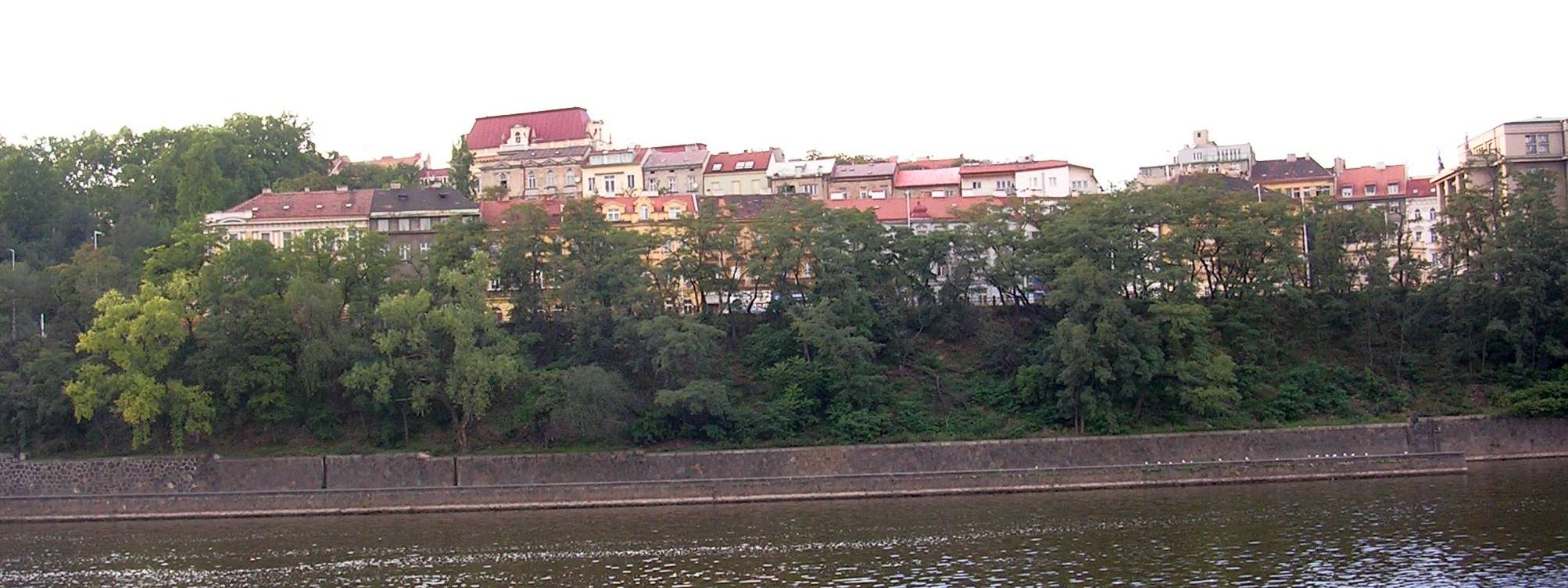
Nábřeží Kapitána Jaroše a Kostelní ulice v pohledu přes Vltavu.

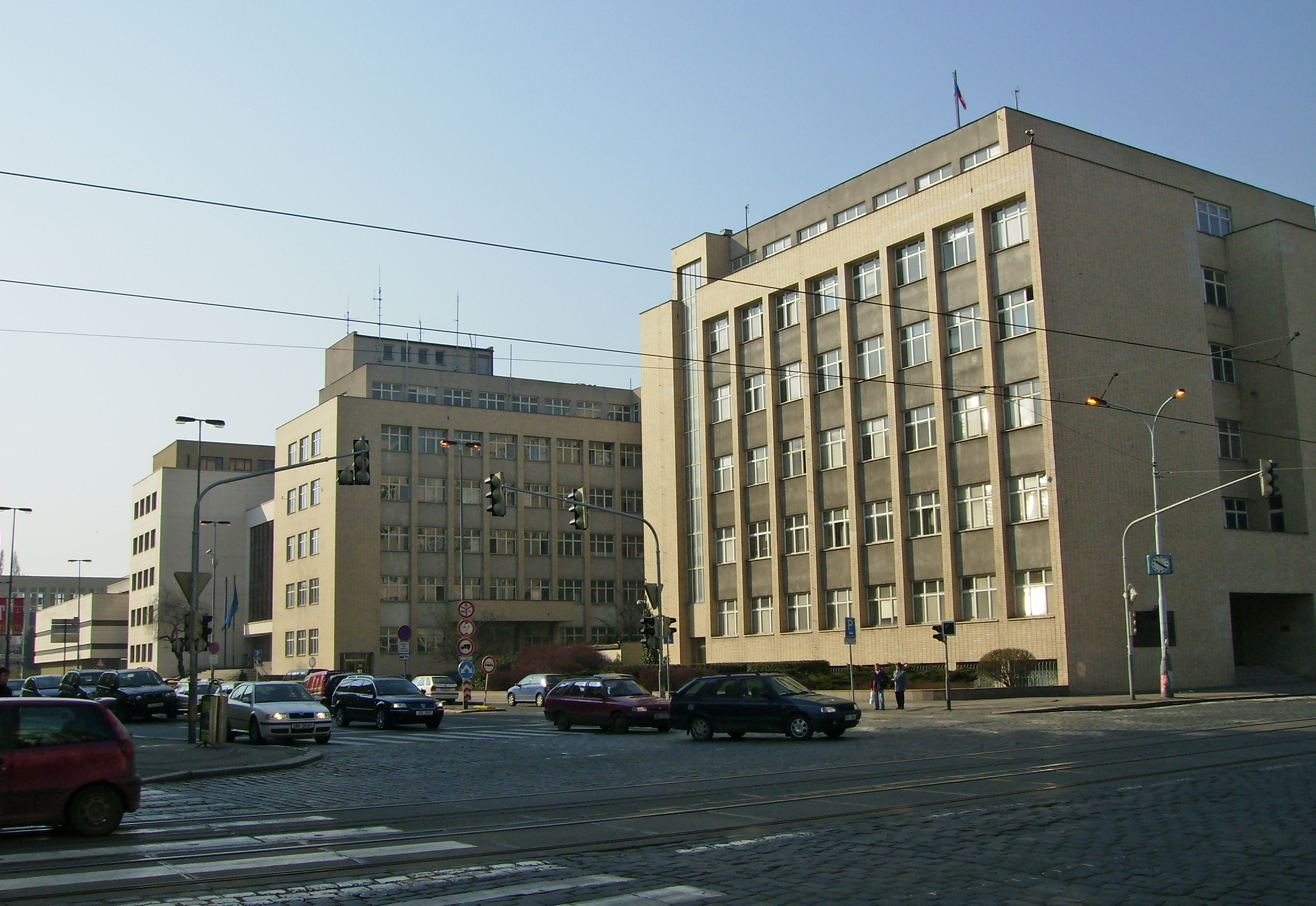
Ministerstvo vnitra v ulici Nad Štolou, tzv. kachlíkárna.

Ve východní a severní části Letné byly postaveny v souvislých blocích městské domy. Kostelní ulice se jmenuje podle kostela sv. Klementa, postaveného v letech 1659–1677 na místě původní románské goticky přestavěné stavby z doby před 13. stoletím, která shořela roku 1603.
Část zastavěné stráně je charakteristická tupými i ostrými úhly ulic, parcel i domů. Letenská secese je přehlídkou mnoha různých směrů secesní architektury, od romantismu po purismus. Několik novorenesančních domů zde postavil architekt Jan Zeyer. V roce 1888 byla dostavěna novorenesanční letenská vodárenská věž v Korunovační ulici. V roce 1913 přestala sloužit vodárna, v letech 1977–1978 byl zrušen i vodojem a přečerpávací stanice, dnes jsou ve věži klubovny a čajovna. Historizující sokolovna ve Strojnické ulici je z roku 1906, dobudovaná v roce jubilejního V. všesokolského sletu, který se konal v červnu a červenci toho roku právě na Letné. Na rohu ulice Dukelských hrdinů a Kostelní stojí nedaleko hřbitova novorenesanční pražské Městské lázně z roku 1904.
V meziválečném období přibyly funkcionalistické stavby, například Veletržní palác (1928) na východním úpatí a bytové domy Zemské banky (1939) s prodejnou Baťa a kinem Oko na východním úbočí Letné. Architekti Josef Havlíček a Otto Kohn a Karel Kohn jsou autory funkcionalistických šestipatrových železobetonových obytných domů „Molochov“ s keramickým obkladem, plochou střechou a ustupujícím posledním patrem, v ulici Milady Horákové č. o. 72–96 z let 1936–1938. Konstruktivistická pošta v ulici Milady Horákové pochází z roku 1930.
Na východní straně Letenské pláně sídlí v konstruktivistické budově od architektů Roškot – Krejcar – Zázvorka z let 1935–1939 (někdy lidově zvané kachlíkárna) Ministerstvo vnitra České republiky s novou dostavbou. V těsném sousedství se nachází i budovy Národního technického muzea a Národního zemědělského muzea, vyprojektované Milanem Babuškou, které byly dokončeny v roce 1941. V této části pláně se zanořuje Letenský tunel, který od 26. září 1953 spojuje pláň s nábřežím Edvarda Beneše, nábřežím kapitána Jaroše a Štefánikovým mostem. Po druhé světové válce také vzniklo západně od muzeí Gymnázium Nad Štolou (1961–1963).
Koncem 30. let zpracoval architekt Josef Gočár plán zastavění Letné, který však nebyl realizován.

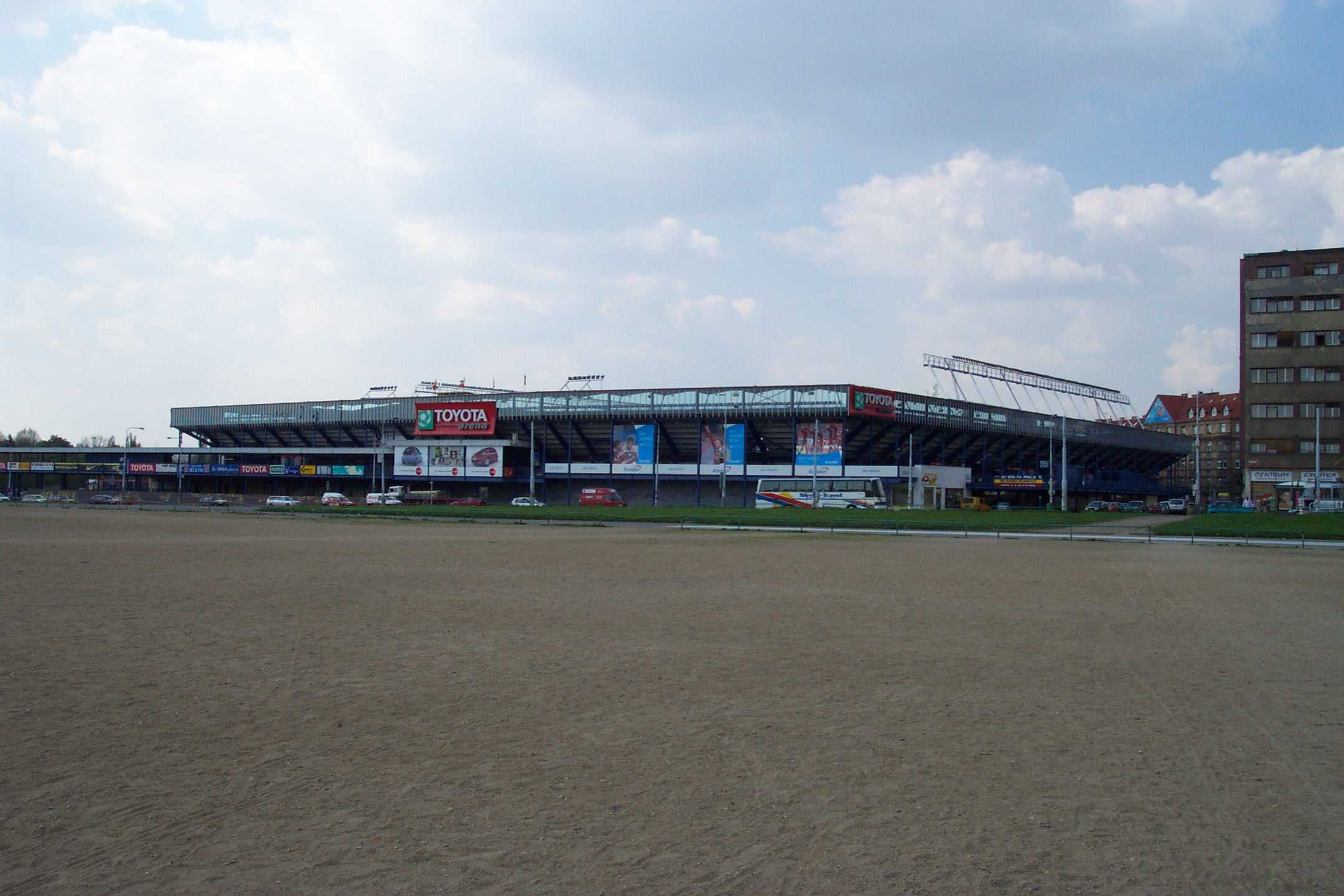
Letenská pláň a stadion Sparty epet Arena

Na severní straně pláně se rozkládá sportovní areál, jemuž dominuje stadion Sparty Praha; v současné době se jmenuje epet Arena. Před 2. světovou válkou a krátce po ní zde byl i stadion Slavie. V dřevních dobách dostihového sportu býval na Letné i velodrom (uvnitř tohoto oválu byly pořádány také klusácké závody) a sokolské sletiště.
Na severu Letné, v těsném sousedství s Buštěhradskou dráhou a Stromovkou, se nachází Akademie výtvarných umění v Praze (dokončena 1902). Nedaleko, směrem k Bubenči, stojí novogotický Místodržitelský letohrádek, jehož historie sahá k roku 1261.
V severozápadní části Letenské pláně je vybudována mimoúrovňová křižovatka tunelového komplexu Blanka na vnitřním Městském okruhu, který touto oblastí vede pod zemí.
V západní části Letenské pláně byla po obrovských škodách vzniklých zatopením Národní knihovny na Starém městě při povodních v r. 2002 plánována výstavba nové budovy Národní knihovny a v souvislosti s ní zrušení tramvajové smyčky Špejchar a přilehlého parkoviště autobusů. Z různých důvodů nakonec z tohoto projektu sešlo.

### Letenské sady

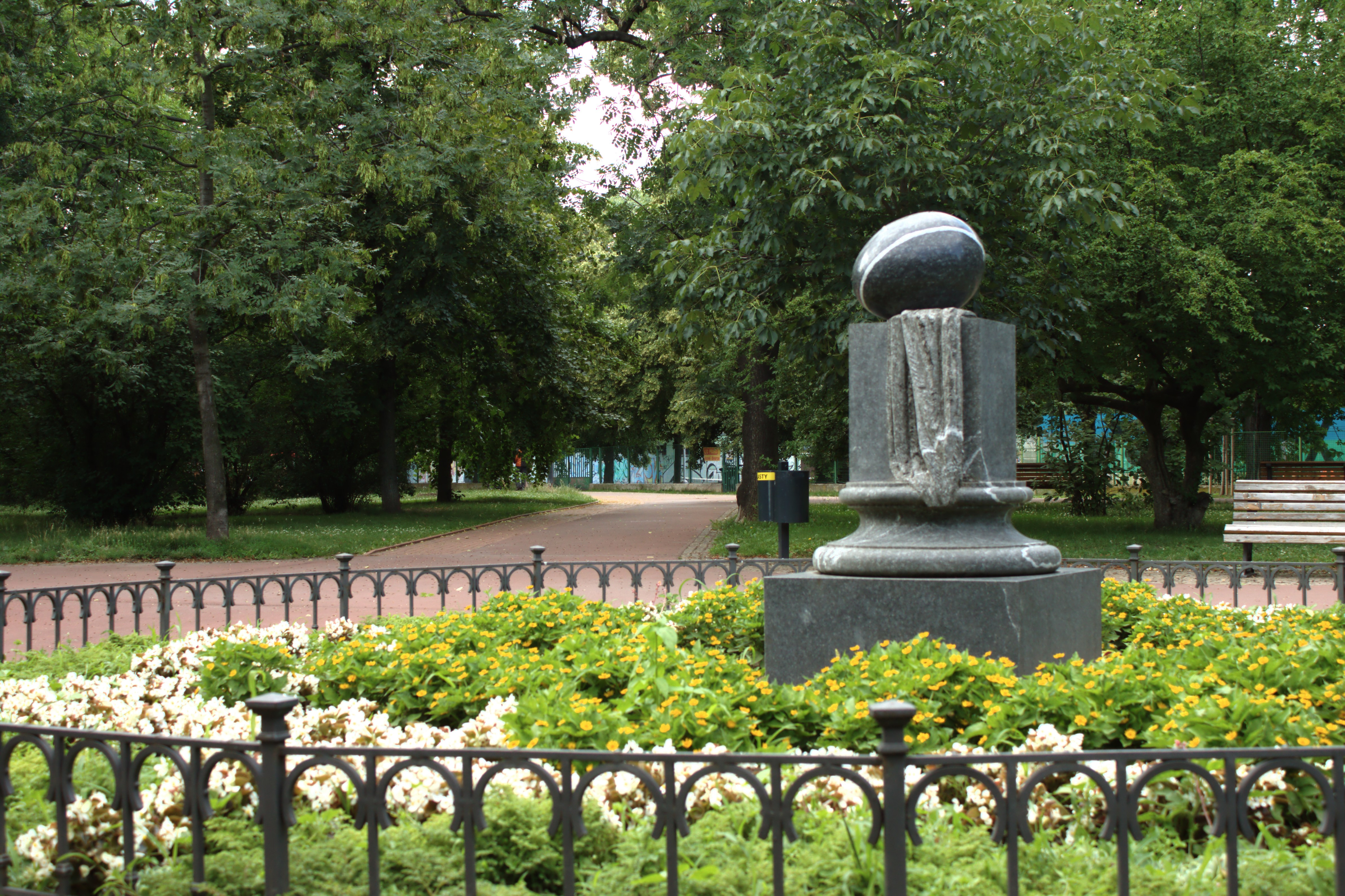
Socha oblázku

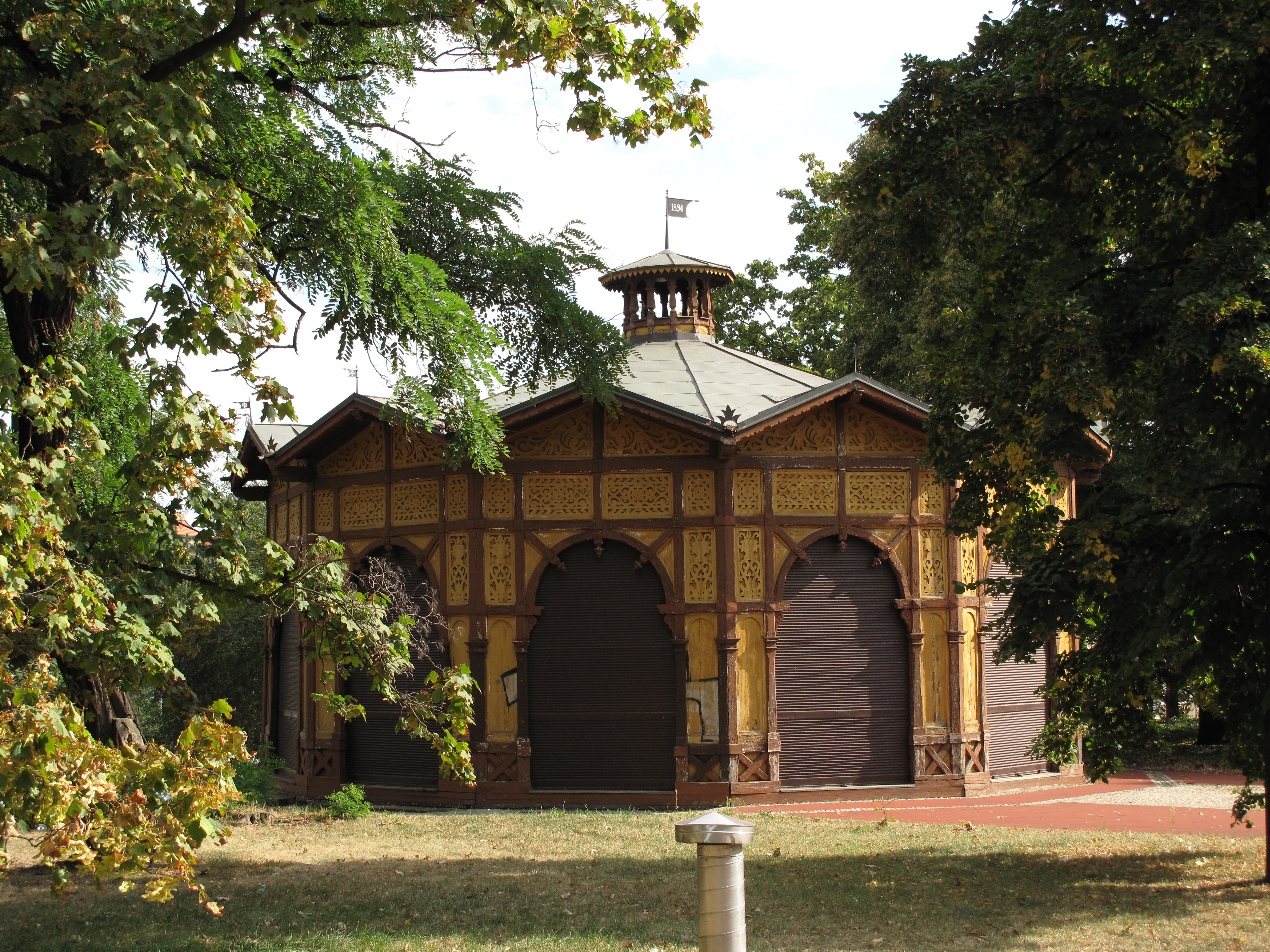
Letenský kolotoč je nejstarší dochovaný kolotoč v Evropě

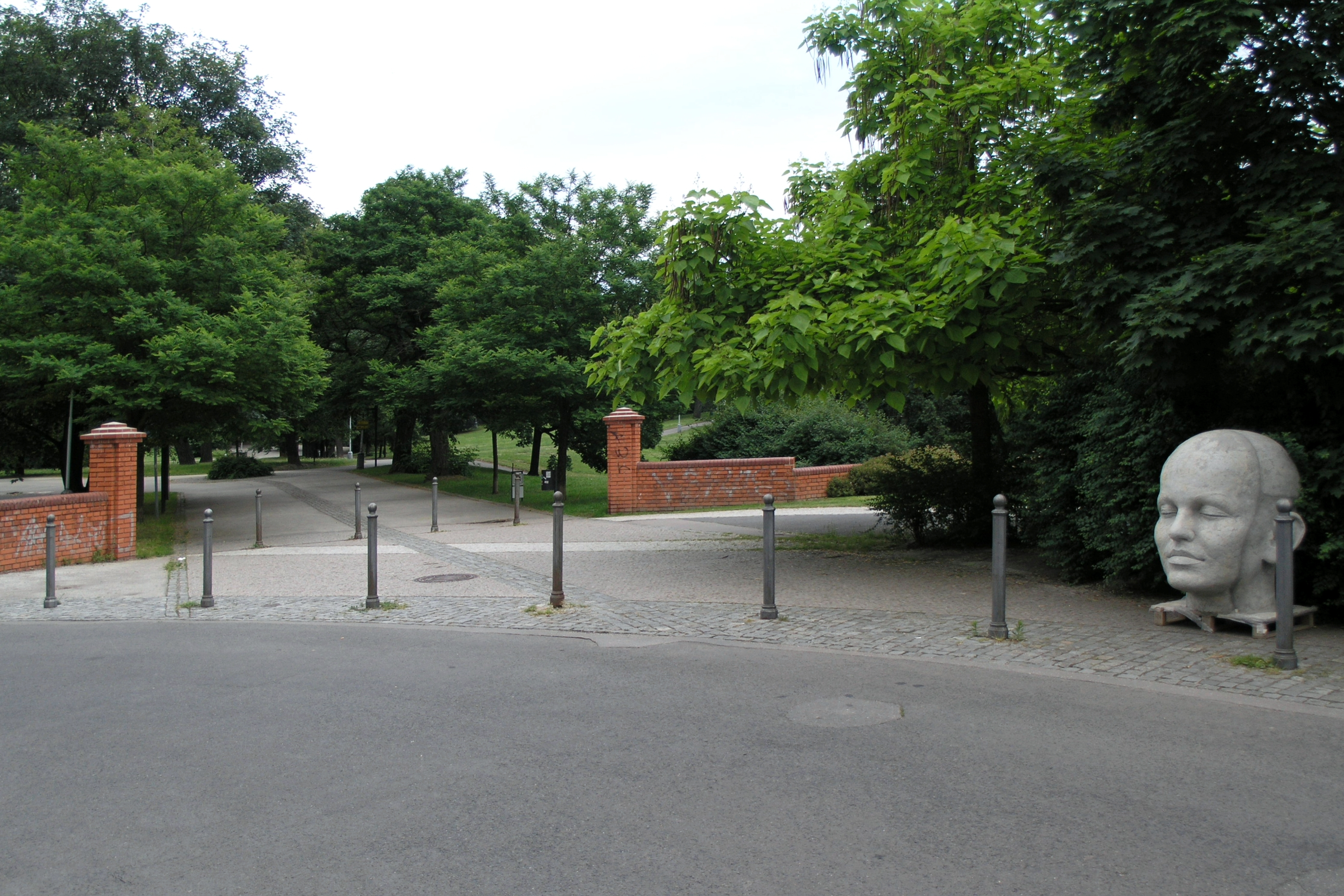
Gogolova ulice u Letenských sadů

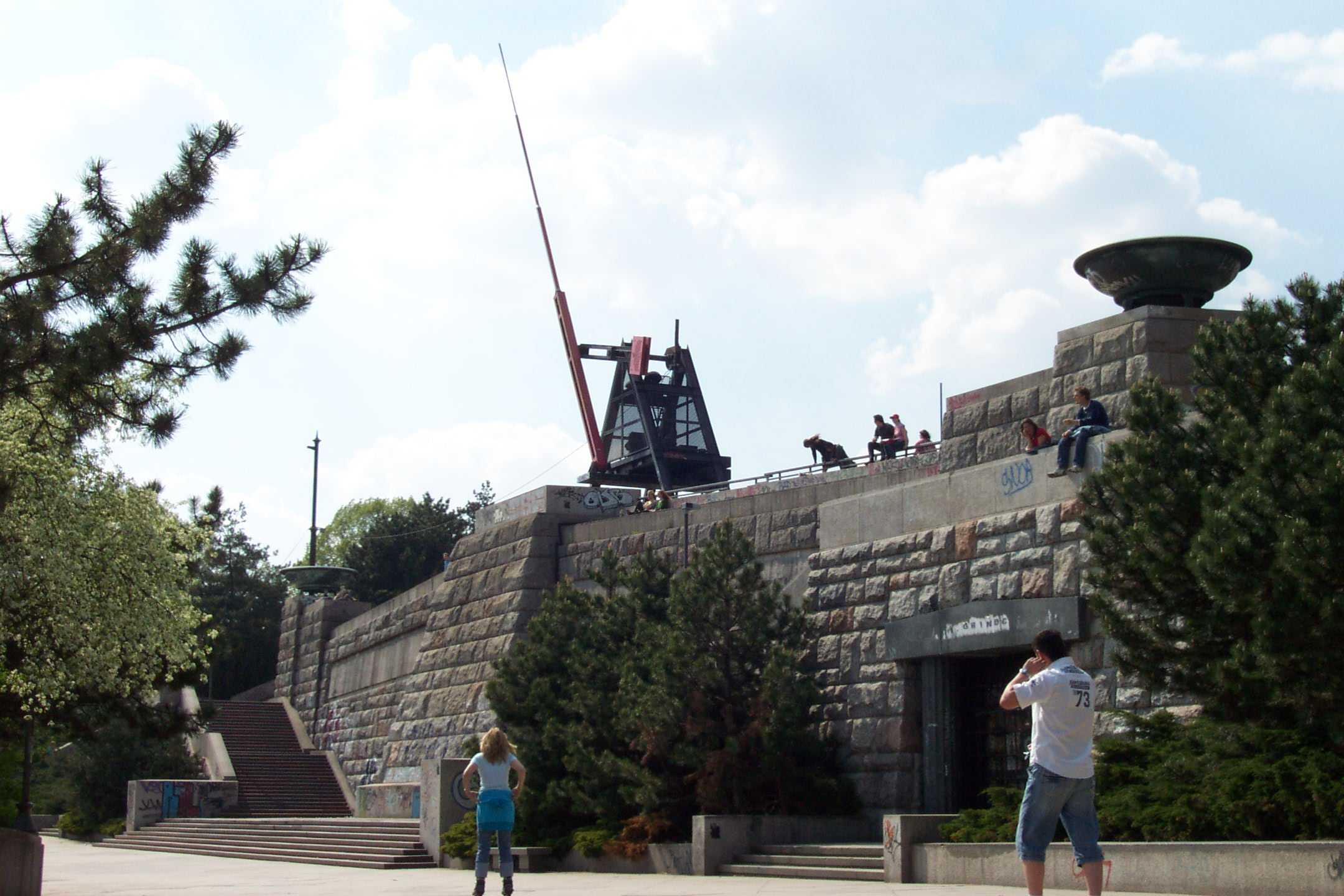
Metronom na podstavci po Stalinově pomníku

Původ Letenských sadů je kladen do roku 1860. V jihovýchodní části sadů se od roku 1960 nachází významná památka, tzv. Bruselská restaurace, přemístěná sem z výstavy Expo 58 v Bruselu, která je součástí tehdejšího výstavního komplexu Československa. Do poloviny roku 1991 ještě jako restaurace sloužila, poté zcela zchátrala. Po z památkového hlediska sporné rekonstrukci slouží od roku 2001 jako kanceláře reklamní agentury. Vlastní výstavní Bruselský pavilon ve tvaru tří prosklenými křídly propojených kubusů bez oken byl znovu postaven na Pražském výstavišti, kde na podzim 1991 vyhořel a poté byl stržen. Budova restaurace byla zanesena na Seznam světového kulturního dědictví UNESCO.
V místech bývalé horní stanice letenské lanovky a bývalého depa a výchozí stanice Křižíkovy letenské tramvaje z roku 1891 stojí novorenesanční Letenský zámeček z roku 1863 s komplexem restaurací a na opačném konci parku novobarokní Hanavský pavilon. U zámečku stojí budova novorenesančního kolotoče, který byl původně pavilonem Jubilejní zemské výstavy roku 1891 a v roce 1894 byl přemístěn na nynější místo; v roce 1994 z něj byl ukraden původní orchestrion.
V letech 1949–1955 byl na jižní hraně pláně, s výhledem na Prahu, v rámci Stalinova kultu osobnosti budován Stalinův pomník, známý pod lidovým názvem Fronta na maso; bylo to celosvětově největší sousoší daného typu. Slavnostně odhalen byl – již po Stalinově smrti a těsně před oficiálním odsouzením jeho kultu – po setmění 1. května 1955, zbourán v listopadu 1962 (odstřelem železobetonové konstrukce).
Prostory pod pomníkem sloužily po roce 1989 krátce jako rockový klub označovaný názvem Prostory pod Stalinovým pomníkem, vysílalo odtud i jedno z prvních českých soukromých radií, Radio Stalin, později přejmenované na Radio 1. Od roku 1991 stojí na původním podstavci pomníku pohyblivý metronom sochaře Vratislava Nováka z roku 1991, postavený zde v rámci Všeobecné československé výstavy. Na podzim roku 1999 před senátními a komunálními volbami vlál na podstavci obří billboard ODS s portrétem Václava Klause v silně nadživotní velikosti. V roce 2000 se konala veřejná soutěž na využití prostoru po pomníku, zvítězila společnost Underwater World Oceanarium s návrhem oceanária. Oceanárium však zde nakonec postaveno nebylo, otevřeno bylo v roce 2002 na Výstavišti pod názvem Mořský svět.

### Západní část

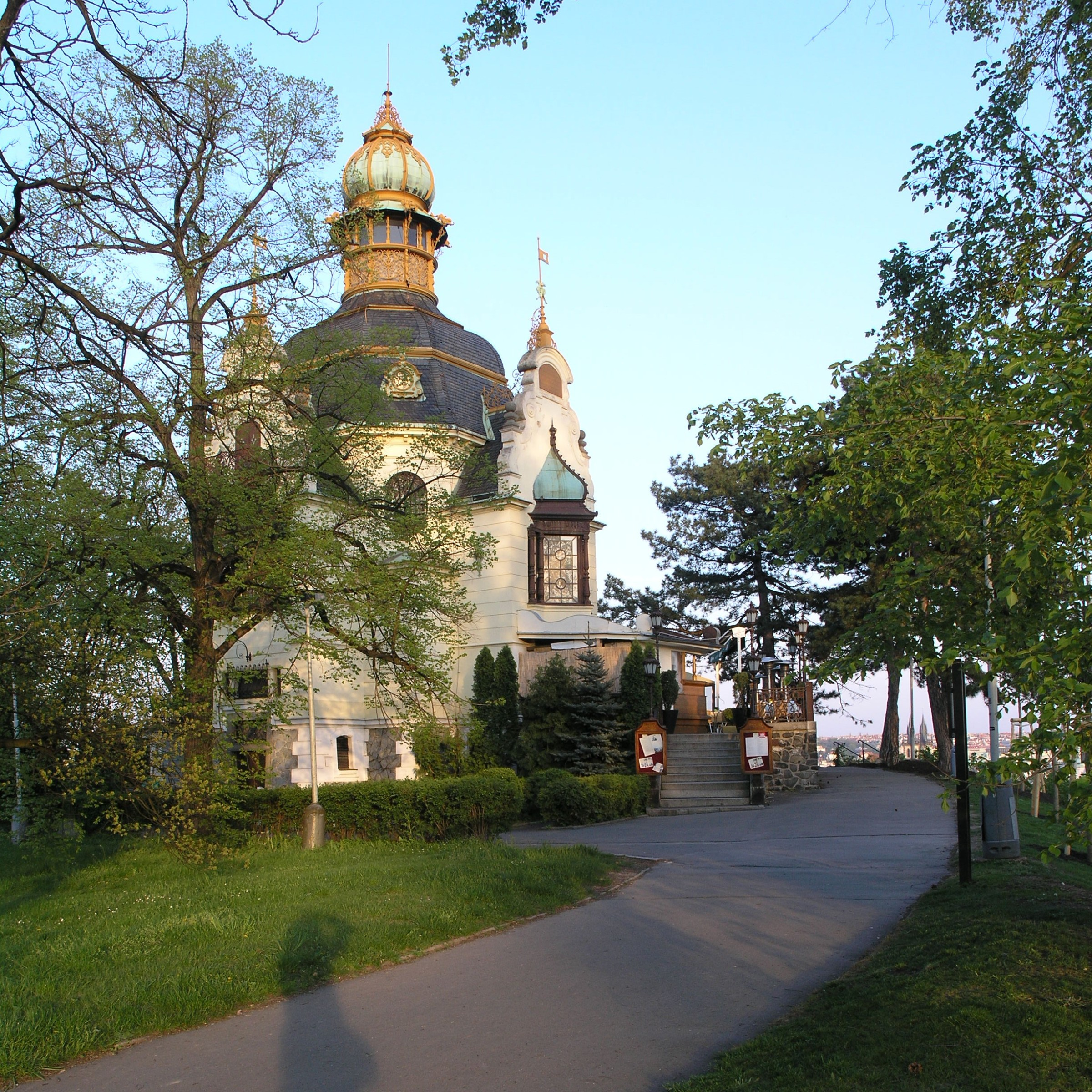
Hanavský pavilon v západní části Letenských sadů

Na jihozápadní straně Letenské pláně stojí od roku 1898 novobarokní Hanavský pavilon, který byl původně také součástí Jubilejní výstavy v roce 1891. Od roku 1971 slouží jako restaurace. Patří k němu i vyhlídková terasa.

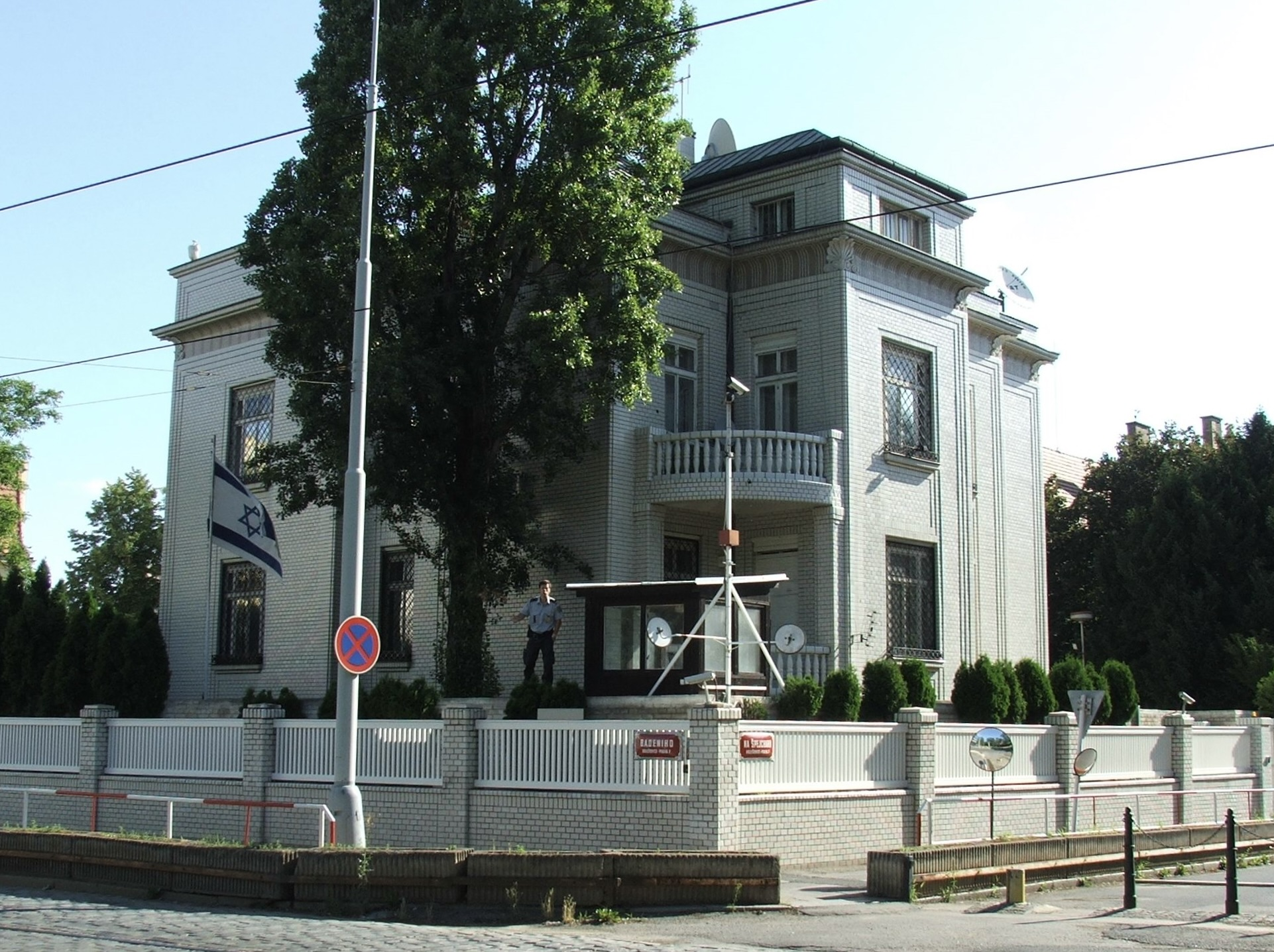
Velvyslanectví Izraele v ulici Na Špejcharu (Badeniho)

Naproti tramvajové smyčce Špejchar se nachází několik menších vil z přelomu 19. a 20. století, část ve značně zchátralém stavu, z nichž některé už demolici podlehly a další čeká kvůli nové výstavbě, například tunelu Blanka. V sousedství tramvajové smyčky je blok domů, z nichž rohový dům Milady Horákové č. o. 95 je bývalá legendární restaurace Na Špejchaře, původně zájezdní hostinec z poloviny 19. století, a je od roku 1991 užíván jako misijní dům mormonskou církví. Ze zadní strany téhož vilového bloku je významné zejména velvyslanectví Izraele, které do režimu v oblasti výrazně zasahuje mj. bezpečnostními opatřeními, například částečným trvalým uzavřením ulice Na Špejcharu. V ulici Na Špejcharu má své pražské sídlo též Obec křesťanů.
V jihozápadní části Letenské pláně se nalézají Letenské sady, na bývalé baště sv. Máří Magdaleny Kramářova vila (postavena 1908–1914), skalnatá přírodní památka Letenský profil a zbytky barokního opevnění Prahy, navazuje bývalá bašta sv. Tomáše, nyní zastavěná vilami. Původně Letenský hřbet pokračoval dále k dnešním Chotkovým sadům, Královské zahradě a Mariánským hradbám, ale zčásti ho oddělily dva dopravní průkopy: nejprve tzv. Myší díra (proražená po roce 1620 na popud Albrechta z Valdštejna), a později Chotkova silnice (1831).

### Nábřeží
Po jižním úpatí Letné vede nábřeží Edvarda Beneše a nábřeží kapitána Jaroše, které s centrem Prahy spojují Štefánikův a Čechův most. Na nábřeží stojí přemístěná Kaple svaté Máří Magdaleny, bývalá Občanská plovárna (dříve nazývaná též Plovárna pod Letnou) a v místech bývalé vojenské plovárny, na okraji Malé Strany, nynější budova vlády nazývaná podle původního určení Strakova akademie.
Malý pomníček na domě poblíž „Krále železnic“ u vyústění ulice Dukelských hrdinů připomíná, že zde žil jeden z posledních popravených totalitním režimem z čistě politických důvodů Vladivoj Tomek, jehož trest byl vykonán již v právě nově pojmenované ČSSR v symbolické datum 17. listopadu 1960.